# Marguerite de Clisson
Pour les articles homonymes, voir Clisson (homonymie).
Marguerite de Clisson, née vers 1372 et morte en 1441, fille du connétable Olivier de Clisson, petite-fille par sa mère du duc de Bretagne Arthur II, devient comtesse de Penthièvre par son mariage avec Jean Ier de Châtillon, de la maison de Châtillon-Blois.
Devenue veuve dès 1404, elle reprend au profit de ses fils les prétentions des Penthièvre au trône ducal de Bretagne : en 1420, elle réussit à faire prisonnier le duc Jean V, mais est rapidement contrainte de se soumettre.

## Contexte
La famille des comtes de Penthièvre est une des familles bretonnes prétendant au trône ducal au XIVe siècle, mais elle sort vaincue de la guerre de Succession de Bretagne (1340-1365) : c'est désormais la maison de Montfort qui règne sur le duché, de 1365 à la fin du XVe siècle (Anne de Bretagne). 

## Biographie

### Origines familiales et formation
Elle est la fille du connétable Olivier V de Clisson (1336-1407).
Sa mère est Catherine de Laval, fille de Guy X de Laval (1300-1347) et de Béatrix de Bretagne (1295-1384), fille du duc de Bretagne Arthur II.

### Mariage
Le 20 janvier 1387, elle épouse à Moncontour Jean Ier (1340-1404), comte de Penthièvre.
Ils ont quatre fils 
- Jean (1393-1454)
- Olivier (1404-1433)
- Charles (vers 1410-1434)
- Guillaume (vers 1415-1455)

### Conspiration et guerre contre le ducJeanV(1420)
Devenue veuve et chef de famille, elle est connue pour avoir passé sa vie à intriguer pour mettre un de ses fils à la tête du duché de Bretagne. 
En février 1420,, la comtesse de Penthièvre réside dans le château de  Champtoceaux (localité alors appelée Chateauceaux), tend un piège au duc Jean V et à son frère Richard d'Etampes et réussit à les faire prisonniers. 
Il s'ensuit un siège de quatre mois et demi mené par l'armée bretonne. La comtesse réussit à s'enfuir avant la capitulation.
Jean V ordonne alors aux habitants de Champtoceaux de démanteler la citadelle pierre par pierre en interdisant toute reconstruction. 
Les biens des Penthièvre sont confisqués et Clisson devient l'apanage de Richard d'Etampes.

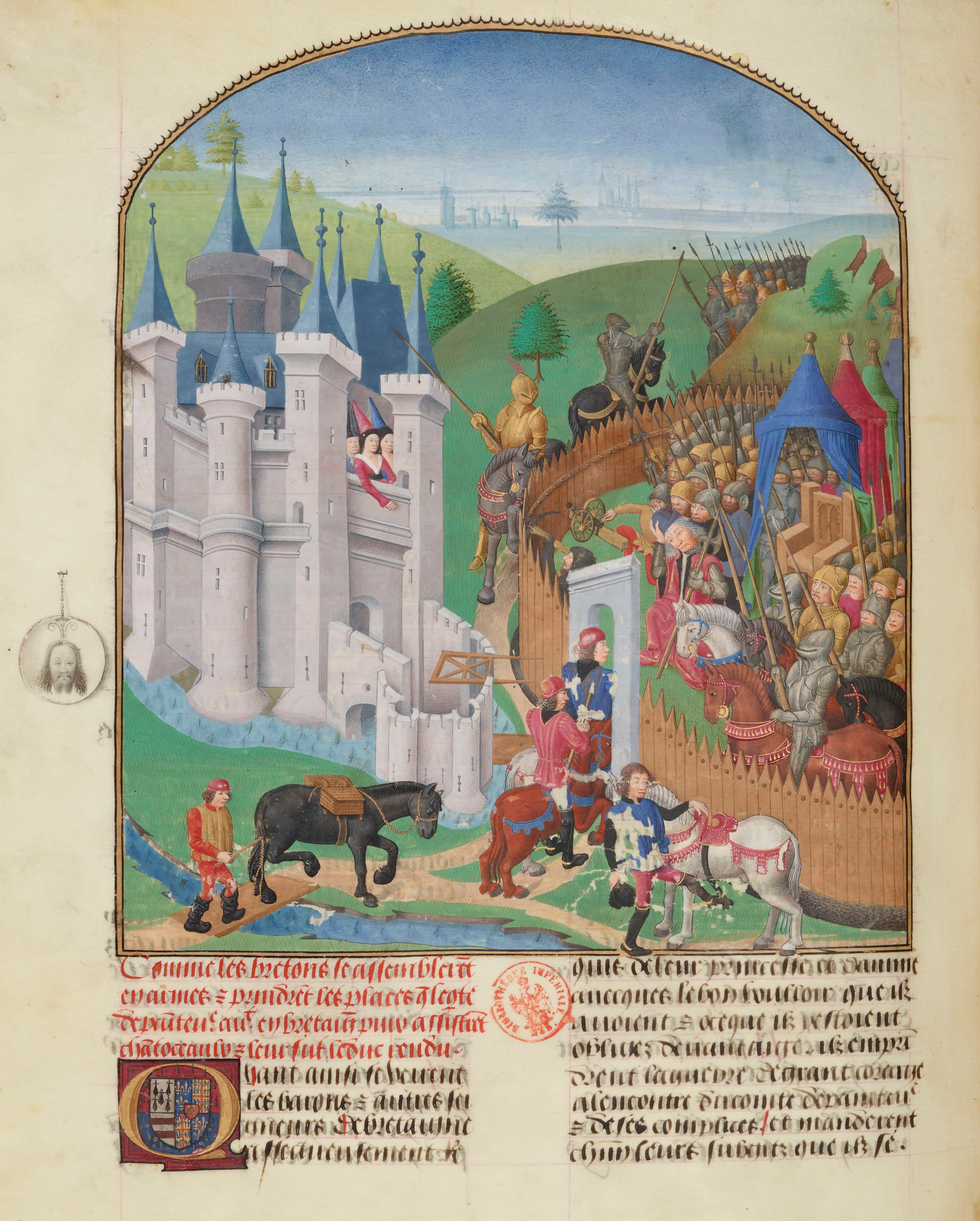
Reddition de Marguerite de Clisson et libération du duc Jean V de Bretagne en 1420. Enluminure incluse dans la Compillation des Cronicques et ystores des Bretons de Pierre Le Baud, secrétaire de Jean de Derval.

### Autres
Elle fait édifier le porche de la fontaine Saint-Brieuc en 1420.

## Hommages
En Bretagne, au moins quatre rues portent son nom[Où ?], d'après l'ouvrage Les Noms qui ont fait l'histoire de Bretagne paru en 1997.